# Вурмен, Ричард Сол
Ри́чард Сол Ву́рмен (англ. Richard Saul Wurman, род. 26 марта 1935, Филадельфия) — американский графический дизайнер, основатель информационной архитектуры и конференции TED.

## Биография
Вурмен родился и вырос в Филадельфии, штат Пенсильвания. В 1959 году с отличием окончил Пенсильванский университет, получив степень магистра в области архитектуры. Следующие 13 лет он провёл в своём родном городе, где познакомился с архитектором Луисом Каном, ставшим для него не только учителем и деловым партнёром, но и близким другом.
В 1962 году, в возрасте 26-и лет Вурмен опубликовал свою книгу Cities: A Comparison of Form and Scale, ставшей дебютом в его карьере и определившей его жизненный путь — сделать информацию понятной для себя и для других. С тех пор им было написано и выпущено в печать более 80 книг, в том числе путеводители по городам.
Кроме публикаций Вурмен начинает использовать формат конференций, чтобы тщательно исследовать и расширять свои идеи. Он был председателем на Международной конференции дизайна в Аспене в 1972 году, первого Федерального собрания дизайна в 1973 году и Конвенции Американского института архитекторов в 1976 году.

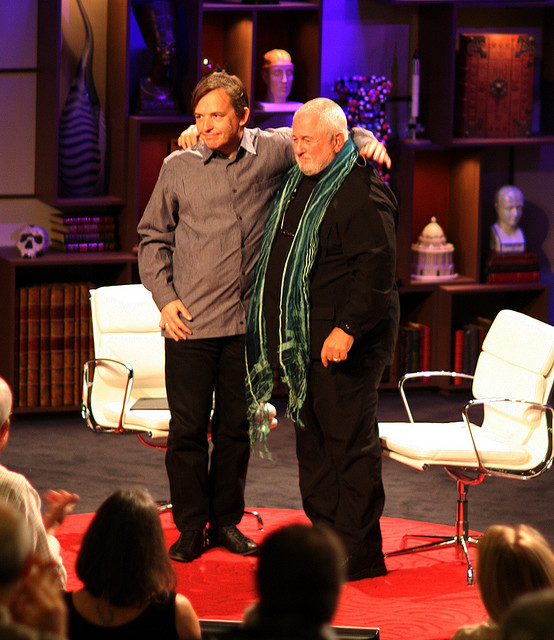
Ричард Вурмен и
Крис Андерсон (2008)

В начале своей карьеры Вурмен ввёл понятие «информационная архитектура». С 1981 года, в Лос-Анджелесе, он начинает создавать серию путеводителей по городам и окрестностям с информацией ориентированной на реальные потребности туриста. А затем применил те же принципы для дальнейших руководств о спортивных мероприятиях и других сложных тем в финансовой сфере и здравоохранении. В 1987 году он продолжил свою «миссию» в Сан-Франциско, где доступно и понятно, в новых форматах публикует телефонные книги, дорожные атласы и справочники авиакомпаний. Обзор своих методов и принципов он излагает в бестселлере Information Anxiety в 1989 году (переизданным в 2000 году).
В 1984 году он основал и возглавил конференцию TED (технологии, развлечения, дизайн), ставшей популярной площадкой для обмена идеями между членами бизнес-сообщества и дизайнерами. В 2001 году Вурмен продал права на проведение TED фонду Sapling Foundation и его создателю Крису Андерсону.
В 1994 году Вурмен был членом Всемирного экономического форума в Давосе. Он удостоен многочисленных грантов от Национального фонда искусств, является лауреатом стипендии Гуггенхайма, 2-х стипендий Грэма и 2-х стипендий Чандлера. Ему присуждены звания почётного доктора изящных искусств в Университете Искусств в Филадельфии, а также звания доктора в Колледже искусств в Пасадене и Института искусств Бостона. В 1996 году он получил премию Chrysler Design. В 2004 году получил золотую медаль AIGA (Американский институт графических искусств). Вурмен был приглашённым научным сотрудником Массачусетского технологического института, преподавал в Кембриджском университете, Городском колледже Нью-Йорка, Калифорнийском университете в Лос-Анджелесе, Университете Южной Калифорнии, Вашингтонском университете в Сент-Луисе и в Принстоне. Он является консультантом в крупных корпорациях по вопросам дизайна и понимания информации.
Ричард Вурмен женат, у него четверо детей и пять внуков. Живёт в Ньюпорте, штат Род-Айленд.

## Публикации
- Richard Saul Wurman. Understanding USA. — TED Conferences, 1999. — 324 p. — ISBN 0967453607.
- Peter Bradford, Richard Saul Wurman. Information architects. — Graphis Press Corp, 1996. — 235 p.
- Richard Saul Wurman, Loring Leifer, David Sume, Karen Whitehouse. Information anxiety 2. — 2 изд. — Que, 2001. — 308 p. — ISBN 0789724103.
- Richard Saul Wurman. Access San Francisco. — 12 изд. — HarperCollins, 2007. — 224 p. — ISBN 0061260614.
- Richard Saul Wurman. Access Rome. — 9 изд. — HarperCollins, 2007. — 224 p. — ISBN 0061230790.
- Richard Saul Wurman, Patti Covello Pietschmann. Access Los Angeles. — 13 изд. — HarperCollins, 2008. — 320 p. — ISBN 0061470511.
- Richard Saul Wurman. Access Paris. — 11 изд. — HarperCollins, 2008. — 320 p. — ISBN 0061470619.
- Richard Saul Wurman. Access New York City. — 13 изд. — HarperCollins, 2008. — 384 p. — ISBN 0061350370.
- Richard Saul Wurman. Access California Wine Country. — 8 изд. — HarperCollins, 2007. — 240 p. — ISBN 0061260622.
- Richard Saul Wurman. Access Florence & Venice 8e. — 8 изд. — HarperCollins, 2007. — 336 p. — ISBN 9780061170959.
- Richard Saul Wurman. Understanding Children: The Guidebook for Children 0-3. — TOP, 2002. — 208 p. — ISBN 9780970368485.
- Richard Saul Wurman. Understanding Healthcare. — TOP, 2004. — 333 p. — ISBN 9780970368492.
- Richard Saul Wurman. 33: understanding change & the change in understanding. — Greenway Communications, 2009. — 64 p. — ISBN 9780981898988.
- Richard Saul Wurman, Alan Siegel, Kenneth M. Morris. The Wall Street journal guide to understanding money & markets: stocks, bonds, mutual funds, futures, money. — Access Press, 1990. — 119 p.
- и другие.